# Sklabinský Podzámok
Sklabinský Podzámok (Hongaars: Szklabinyaváralja) is een Slowaakse gemeente in de regio Žilina, en maakt deel uit van het district Martin.
Sklabinský Podzámok telt 195 inwoners.